# Relampago, Texas
Relampago, Texas (енгл. Relampago) насељено је место без административног статуса у америчкој савезној држави Тексас.

## Демографија
По попису из 2010. године број становника је 132, што је 28 (26,9%) становника више него 2000. године.
| Група             | 2000.       | 2010.       |
| Белци             | 4 (3,8%)    | 7 (5,3%)    |
| Афроамериканци    | 0 (0,0%)    | 0 (0,0%)    |
| Азијати           | 0 (0,0%)    | 0 (0,0%)    |
| Хиспаноамериканци | 100 (96,2%) | 125 (94,7%) |
| Укупно            | 104         | 132         |